# Marcos Roitman
Marcos Roberto Roitman Rosenmann (Santiago de Chile, 26 de octubre de 1955) es un académico, sociólogo, analista político y ensayista chileno-español. Desde 1974, exiliado durante la dictadura del general Augusto Pinochet, reside en España.

## Trayectoria
Doctor en Ciencias Políticas y Sociología por la Universidad Complutense de Madrid, Marcos Roitman es profesor titular de Estructura Social de América Latina, Estructura Social Contemporánea y Estructura Social de España en la Facultad de Ciencias Políticas y Sociología de la Universidad Complutense de Madrid. Es autor de más de un centenar de artículos publicados en revistas especializadas de América Latina y España, así como referente indiscutible, dentro del mundo académico, en áreas como los procesos sociales y revolucionarios latinoamericanos, el neozapatismo y demás temáticas relacionadas. Tuvo una destacada participación en la preparación, con la coordinación del abogado Joan Garcés, de la estrategia legal tendiente al juzgamiento de Augusto Pinochet luego de su detención en Londres, a pedido del juez español Baltasar Garzón.[cita requerida]
Como profesor invitado, ha dictado cursos, seminarios y conferencias en diferentes universidades de América Latina, incluyendo países como México, Chile, Ecuador, Venezuela, Argentina, Brasil, Perú, Cuba, Nicaragua, El Salvador, Honduras, Guatemala, Panamá, Costa Rica y Bolivia. Es colaborador habitual de La Jornada, en México; de Clarín, en Chile; de El Correo del Orinoco, en Venezuela; de Le Monde Diplomatique (edición en español), y miembro del consejo editorial de Crónica Popular, de España. Así mismo, fue coordinador para España del Consejo Latinoamericano de Ciencias Sociales y miembro del consejo científico de ATTAC España.[cita requerida]